# Kouses
Kouses (Grieks: Κουσές) is een plaats op het Griekse eiland Kreta. De plaats ligt op circa 15 km ten zuidwesten van Mires en telt 158 inwoners (2001).
Kouses behoort tot de deelgemeente (dimotiki enotita) Moires van de fusiegemeente (dimos) Faistos, in de Griekse bestuurlijke regio (periferia) Kreta.